# Алисово (Липецкая область)
А́лисово - село Юрьевского сельсовета Задонского района Липецкой области.

## Название
Название по виду патронимическое, напоминает о каком-то лице с фамилией Алисов.

## История
В документах 1705 г. отмечается как село с церковью, а возникло несколько раньше.

## Население
| 1859 | 1897 | 2010 |
| ---- | ---- | ---- |
| 537  | ↗798 | ↘173 |